# Zhang Xianghua
Zhang Xianghua (chinesisch 张香花; * 10. Mai 1968 in Runan) ist eine chinesische Ruderin, die 1988 Olympiazweite mit dem Vierer mit Steuerfrau und Olympiadritte mit dem Achter war.

## Sportliche Karriere
Zhang Xianghua nahm an den Weltmeisterschaften 1986 im Doppelvierer teil und belegte den neunten Platz.
Bei den Olympischen Spielen 1988 in Seoul trat der chinesische Vierer mit Zhang Xianghua, Hu Yadong, Yang Xiao, Zhou Shouying und Steuerfrau Li Ronghua am 19. September zum Vorlauf an und belegte den dritten Platz hinter den Vierern aus der DDR und aus Bulgarien. Alle Ruderinnen traten auch im Achter an, der am 20. September hinter dem sowjetischen Achter den zweiten Platz im Vorlauf belegte. Am 21. September fanden die Hoffnungsläufe statt. Morgens gewann der chinesische Vierer seinen Hoffnungslauf. Rund fünf Stunden später qualifizierte sich der Achter als drittes Boot des Hoffnungslaufs für das Finale. Nach drei Tagen Pause fand dann das Finale im Vierer statt. Mit 2,78 Sekunden Rückstand auf das Boot aus der DDR gewannen die Chinesinnen die Silbermedaille. Einen Tag nach dem Viererfinale fand am 25. September das Finale im Achter statt. Es siegte der Achter aus der DDR vor den Rumäninnen, dahinter erkämpften die Chinesinnen die Bronzemedaille mit 0,52 Sekunden Vorsprung auf den sowjetischen Achter. Im chinesischen Achter ruderten Zhou Xiuhua, Zhang Yali, He Yanwen, Han Yaqin, Zhang Xianghua, Zhou Shouying, Yang Xiao, Hu Yadong und Li Ronghua.